# Jacques Dubochet
Jacques Dubochet, född 8 juni 1942  är en schweizisk biofysiker. Han är professor emeritus i biofysik vid Université de Lausanne i Schweiz , och var tidigare forskare vid Europeiska molekylärbiologiska laboratoriet i Heidelberg, Tyskland.
År 2017 mottog han Nobelpriset i kemi tillsammans med Joachim Frank och Richard Henderson "för utvecklandet av kryoelektronmikroskopi för högupplöst strukturbestämning av biomolekyler i lösning" 

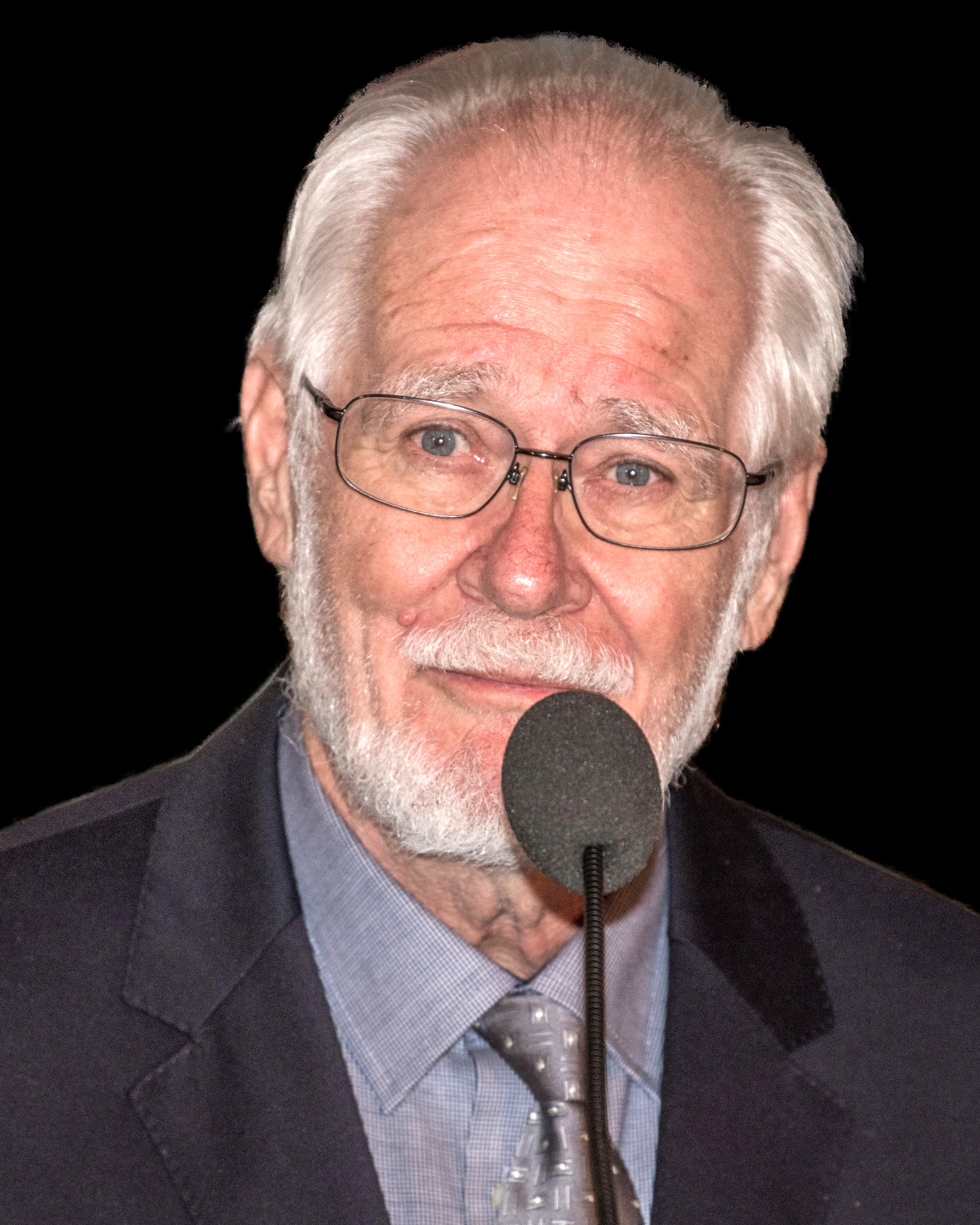
Jacques Dubochet under en presskonferens i samband med Nobelpriset, Stockholm, december 2017.